# Партия венгерского сообщества
Партия венгерской коалиции (словац. Strana maďarskej koalície, венг. Magyar Koalíció Pártja) — правоцентристская политическая партия, представляющая интересы венгров Словакии. Партия была основана тремя небольшими партиями венгерского меньшинства в 1998 году. Поводом для создания единой партии стало принятие закона, запрещавшего формирование кратковременных политических объединений незадолго до выборов.
Первым председателем партии стал Бела Бугар, которого в 2007 году сменил Пал Чаки. В 2009 году вышедший из партии Бугар создал свою партию «Most–Híd» (Мост), выступающую за межнациональный мир и сотрудничество между словаками и венграми.
В 1998—2006 годах партия входила в состав правительства Микулаша Дзуринды, где была представлена 4 министрами (Пал Чаки был министром по европейской интеграции и правам национальных меньшинств, Ласло Миклош — министром окружающей среды, Ласло Дьюровский — министром регионального развития, Жолт Шимон — министром сельского хозяйства). В 2006—2010 ПВК находилась в оппозиции правительству Роберта Фицо, в состав которого входит националистическая Словацкая национальная партия.
На парламентских выборах 12 июня 2010 года партия не сумела преодолеть пятипроцентный барьер (она получила 	109 639 (4,33 %) голосов) и лишилась представительства в парламенте. ПВК представлена в Европарламенте двумя депутатами. С 2000 года ПВК присоединилась к Европейской народной партии.

## Участие в выборах
| Год, выборы         | голосов | мест | Δ       |
| ------------------- | ------- | ---- | ------- |
| 1998, парламентские | 9,12%   | 15   | Впервые |
| 2002, парламентские | 11,16%  | 20   | ▲ 5     |
| 2004, Европарламент | 13,24 % | 2    | Впервые |
| 2006, парламентские | 11,68 % | 20   | =       |
| 2009, Европарламент | 11,33 % | 2    | =       |
| 2010, парламентские | 4,33%   | 0    | ▼ 20    |
| 2012, парламентские | 4,28 %  | 0    | =       |
| 2014, Европарламент | 6,53 %  | 1    | ▼ 1     |
| 2016, парламентские | 4,05 %  | 0    | =       |